# Киргизско-российские отношения
Кыргызстан и Россия являются членами ООН, ОБСЕ, СНГ, ОДКБ, ШОС, ЕАЭС и Таможенного союза. ВВС России располагают базой в Кыргызстане. Между странами заключено более 120 договоров, соглашений и иных документов о сотрудничестве. Россия является ведущим торговым партнёром Кыргызстана. Взаимный товарооборот составил в 2011 году 1453 млн долларов, в том числе российский экспорт 1160,3 млн долларов. В 2012 году на РФ пришлось 27,6 % внешнеторгового оборота Кыргызстана.

## Двусторонняя торговля
В 1995—2009 годах товарооборот двух стран вырос более чем в 6 раз: с 206 млн долларов до 1283 млн долларов. В кыргызских поставках в РФ преобладают одежда, хлопок-сырец, овощи и фрукты, электрическое оборудование. При этом в 2000—2010 годы структура продовольственного экспорта Кыргызстана в РФ претерпела заметные изменения: резко сократились поставки в Россию табака (с 29,6 млн долларов до 13,2 млн долларов), зато увеличились поставки овощей (с 5,9 млн долларов до 50,0 млн долларов) и фруктов (с 16,4 млн долларов до 95,8 млн долларов). Из России в среднеазиатскую республику поступают лесоматериалы, нефтепродукты, машины и оборудование, химические товары. Также в 2000—2010 годах резко выросли поставки российского алкоголя (с 2,2 млн долларов до 23,7 млн долларов), а также жиров и растительных масел (с 1,1 млн долларов до 25,7 млн долларов).

## Гуманитарное сотрудничество и списание долгов
В 2009 году Россия оказала безвозмездную финансовую помощь Кыргызстану в размере 150 млн долларов. В 2010—2012 годах российская гуманитарная помощь Бишкеку превысила 45 млн долларов, а в 2013 году Москва выделила грант в 25 млн долларов и 25 тыс. тонн зерна.
Кыргызстан регулярно получает кредиты от России на льготных условиях, которые потом списываются. В 2009 году Москва предоставила Бишкеку кредит в 300 млн долларов. Он был дан на сверхльготных условиях — под 0,75 % годовых сроком на 40 лет и с отсрочкой выплаты на 7 лет.
В 2009 году был реструктурирован долг Кыргызстана перед РФ на сумму в 193,5 млн долларов: 95 % задолженности списано, а остальные 5 % погашены акциями предприятия «Дастан» и зданием торгового представительства России в республике. Кредит 2009 года был также списан до истечения льготного периода — то есть процентов по нему Бишкек не платил. Уже в 2012 году Россия заключила договоренность о поэтапном списании 489 млн долларов долга Кыргызстана перед РФ. Предполагалось списывать этот долг в течение 10 лет, но уже в мае 2017 года последняя его часть (в размере 240 млн долларов) была списана.
В октябре 2023 года в рамках Всемирной продовольственной программе ООН из России в Ош была доставлена партия продовольствия в 434,7 тонн обогащённой муки и 37,8 тонн растительного масла.
Россия передала Кыргызстану свыше 1 200 школьных учебников по русскому языку, математике, физике и детской художественной литературе. В Кыргызстане также реализуется проект по развитию школьного питания для 250 тысяч детей. На эту программу в 2023-2026 годы РФ дополнительно выделила $15 млн..

## Экономическое сотрудничество
В рамках X Российско-Киргизской межрегиональной конференции в октябре 2023 года было подписано более 20 документов о реализации инвестиционных проектов в различных отраслях экономики Кыргызстана.
В Чуйской области в рамках совместного фонда развития открылась птицефабрика на 130 тысяч кур-несушек с возможностью выпуска 40 миллионов яиц в год и завод по шоковой заморозке ягод, фруктов и овощей.
В 2023 году Кыргызстан вошёл в десятку импортёров пиломатериалов из России, импортировав 417 тыс. м3 пиломатериалов.

## Военно-техническое сотрудничество
В немалой степени экономическая помощь России Бишкеку обусловлена «геополитическим фактором». В 2003 году в Канте была размещена база ОДКБ на 15 лет, потом договор был продлен ещё на 49 лет.

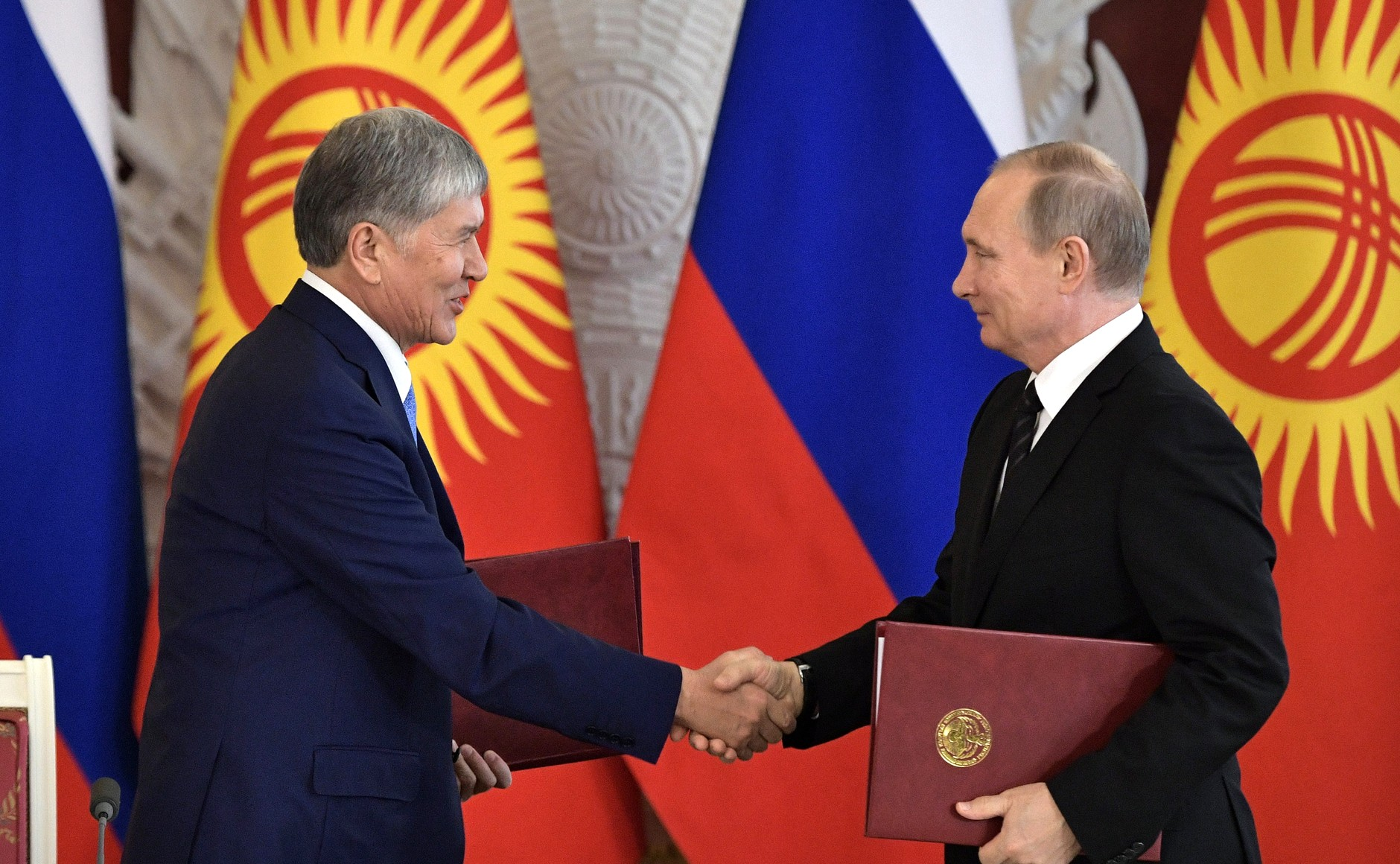
После подписания Декларации об укреплении союзничества и стратегического партнёрства между Россией и Киргизией. Москва, 20 июня 2017 года

В 2012 году в Кыргызстане была создана Объединённая российская военная база, которая включает: 999-ю авиабазу Коллективных сил быстрого реагирования ОДКБ в Канте, испытательную военно-морскую базу на Иссык-Куле, узел связи в поселке Чалдовар и автономный сейсмический пункт в городе Майлуу-Суу. В военных учебных заведениях России с 1993 года проходит обучение кыргызских военнослужащих (только в 2002—2012 годах в вузах РФ подготовлены около 250 офицеров и 500 курсантов по военно-учетным специальностям). Проводятся совместные военные учения России и Кыргызстана. Объёмы военной помощи со стороны Москвы по меркам среднеазиатской республики очень значительные — только за 2012 год РФ оказала Киргизии военную помощь на сумму 497 млн долларов: поставки радиаторов, двигателей, тросов, огнестрельного вооружения и т. п.
1 декабря 2016 года Президент Кыргызстана Алмазбек Атамбаев заявил о своём решении закрыть российскую военную базу.
20 июня 2017 года, во время официального государственного визита Президента Киргизии Алмазбека Атамбаева в Россию, подписана  Декларация об укреплении союзничества и стратегического партнёрства между Российской Федерацией и Киргизской Республикой.

## Конфликты
В январе 2024 года российские силовики задержали уроженцев Кыргызстана на стройплощадке в Екатеринбурге. Видео рейда появилось в Telegram-канале русской националистической организации Русская община, где кыргызских мигрантов унижали, ставили на колени и заставляли ходить гуськом. Видео с унижениями спровоцировало скандал в отношениях между странами. Ситуацию прокомментировал МИД Кыргызстана: «Действия, унижающие человеческое достоинство граждан, недопустимы!».
В апреле 2025 года произошёл очередной дипломатический скандал, после того, как российские силовики ворвалась в банный комплекс «Бодрость» в Москве и зверски избили посетителей граждан Кыргызстана. Людей заставили прыгать в бассейн в одежде, одного заставили съесть полкило острого перца. Когда один из потерпевших спросил, за что их бьют, ему ответили — «вы нам просто не нравитесь». Кадры произошедшего попали стали общедоступными. Министр иностранных дел Кыргызстана Жээнбек Кулубаев заявил о намерении выдвинуть ультиматум России. Позже власти Кыргызстана вызвали посла России Сергея Вакунова и вручили официальную ноту с требованием предоставить информацию об основаниях применения силы.
Также в апреле 2025 года в в Бишкеке по обвинению в вербовке наемников было арестовано трое человек, среди них — сотрудница Русского дома в Оше Наталья Секерина и агент ГРУ ВС РФ, российский пропагандист и создатель дезинформационного телеграм-канала об Африке, ранее привлекавшийся за убийство гражданина Шри-Ланки неонацист Виктор Васильев (до 2018 года известный как Виктор Луковенко).